# Saladin

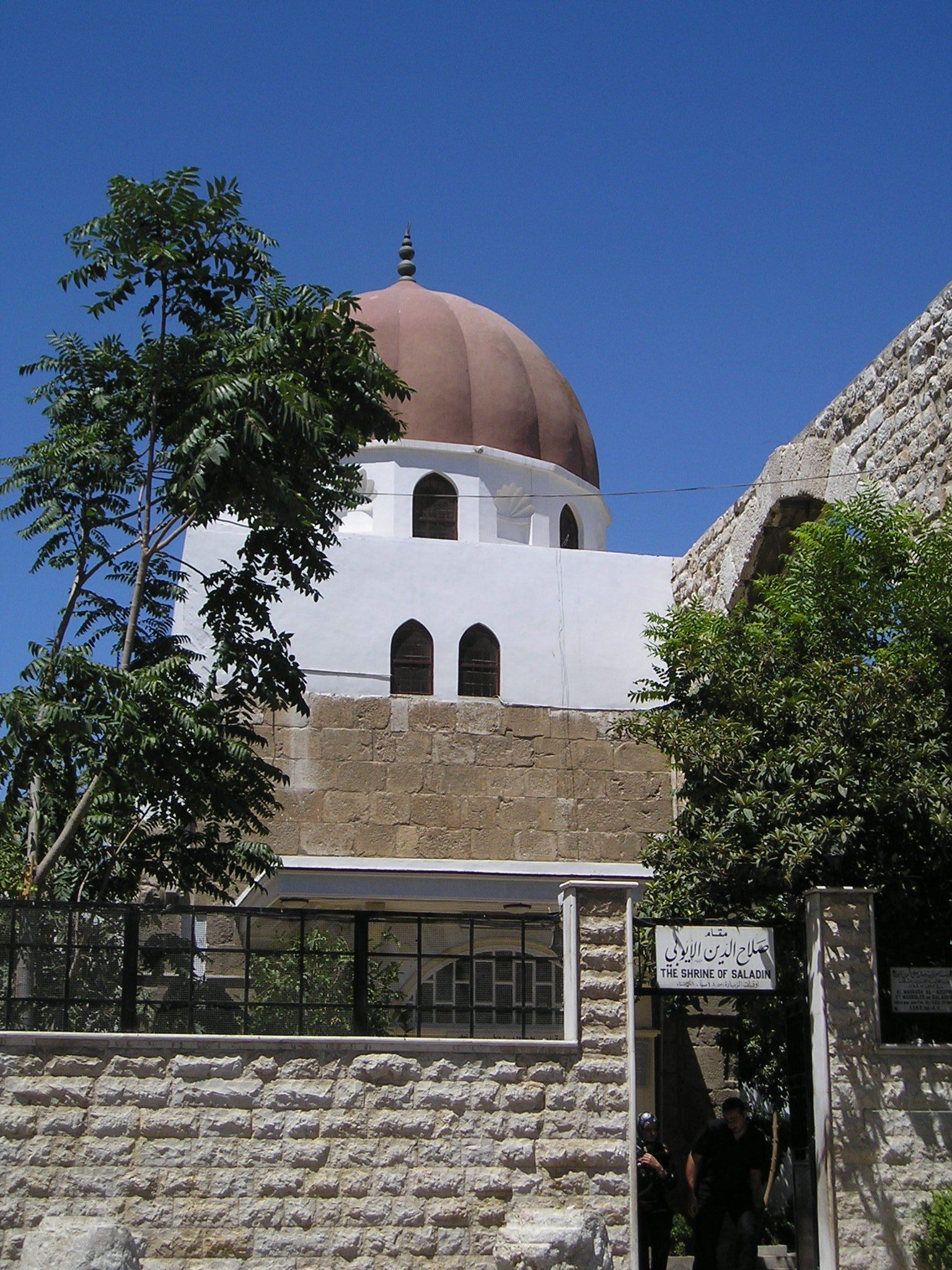
Mormântul lui Saladin la Damasc

Saladin sau Ṣalāḥ ad- Dīn Yūsuf ibn Ayyūb (arabă: صلاح الدين يوسف بن أيوب‎, Ṣalāḥ al-Dīn Yūsuf ibn Ayyūb, kurdă: سه‌لاحه‌دین ئه‌یوبی, Selah'edînê Eyubî, persană: صلاح‌الدین ایّوبی, Salāh-ed-Dīn Ayyūbi) (n. 1138 – d. 4 martie 1193) a fost un musulman kurd din Tikrit, devenit primul sultan Ayyubid al Egiptului și al Siriei.  Ascensiunea la putere a acestuia a dus și la o unificare religioasă în cadrul comunității islamice între sunniți, acesta vizând coalizarea forțelor siriene și  egiptene pentru a lupta împotriva cruciaților.A condus opoziția musulmană împotriva francilor și altor cruciați din Levant. La apogeul puterii sale a domnit peste Egipt, Siria, Yemen, Irak, Mecca, Hejaz și Diyarbakır. În ciuda faptului că era adversarul principal al cruciaților, cronicile creștine menționează acțiunile sale onorabile, mai ales în timpul asediului cetății Al Karak, cu care a câștigat respectul multor europeni, mai ales al lui Richard Inimă de Leu.

### Ascensiunea politică

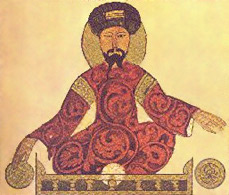
Saladin, pictură din secolul al XII-lea.

Pe fondul lipsei de unitate din sânul comunității islamice, cruciații au ajuns în 1096 în Levant, întemeind formațiuni statale ale căror capitale erau la Edessa, Antiohia, Ierusalim și Tripoli. În 1127 Zengi, un ofițer turc din trupele selgiucide, sub dominația cărora se aflau orașele Alep și Damasc, a cucerit Mosulul. După aceasta a întemeiat și consolidat un stat musulman în zona Siriei și a nordului Mesopotamiei. Politica de cuceriri a fost continuată de fiul său Nūr ad-Dīn care în 1154 a cucerit Damascul. Unul dintre generalii săi - Ṣalāḥ ad- Dīn – a fost trimis la Cairo unde a devenit vizir al fatimizilor. În 1172 a dezintegrat califatul fatimid și a preluat conducerea, recunoscând și reinstaurând autoritatea califului abbasid de la Bagdad, numele acestuia fiind reinclus în rugăciunea de vineri. După moartea lui Nūr ad-Dīn a adăugat  Siria musulmană, la conducerea căreia se afla fiul acestuia al-Ṣāliḥ, la teritoriile pe care le controla, pentru ca mai apoi să organizeze un front de ofensivă împotriva cruciaților. Prin dezmembrarea dinastiilor șiite se urmărea o refacere a unității politice a comunității islamice, amenințată de cruciați din vest, de migratori dinspre est și din interior de scindări.

#### Cariera sa militară
La baza jihadului inițiat de Saladin au stat acțiuni ofensive ale mercenarului cruciat Renaud de Châtillon, care nerespectând un tratat de pace semnat de Saladin și regele Ierusalimului a prădat caravanele negustorilor musulmani alături de care călătoreau pelerini în drum spre Mecca. Mai mult decât atât, a condus o ofensivă pe mare pentru a face incursiuni pe țărmurile arab și african ale Mării Roșii. A incendiat vase sub pavilion musulman în porturile Medinei și chiar ale Meccăi. Un act similar s-a petrecut în 1187 când piratul genovez Guglielmo Grasso și Fortis din Pisa au atacat o navă venețiană la bordul căreia se aflau ambasadorii lui Saladin la curtea regelui Bizanțului, Isaac Anghelos. Aceștia au fost uciși iar cadoul pe care Saladin îl trimisese – un fragment din crucea lui Isus- a fost disputat de cei doi corsari.Saladin a fost numit în funcția de vizir la vârsta de 31 de ani, în 1169. Și-a început activitatea prin aducerea membrilor propriei familii -cu acordul califului de la Bagdad- la Cairo și atragerea de partea sa a funcționarilor experimentați din administrația precedentă pentru a-și realiza un cabinet în care putea să se încreadă. În vara lui 1169 Mutamin, mai-marele eunucilor palatului, a complotat cu francii pentru a-i detrona pe ayyubizi dar manevra sa a fost descoperită, el fiind executat împreună cu agentul secret cu care cooperase. În primul său an de vizirat a înnăbușit o revoltă a 50.000 de soldați nubieni. În același an regele Amalric al Ierusalimului a inițiat un nou atac în zona deltei Nilului, Saladin câștigând această confruntare. În 1171, profitând de decesul iminent al  sultanului fatimid al-Adid aflat pe moarte(în vârstă de douăzeci de ani), Saladin a inițiat răsturnarea dinastiei fatimide, în vinerea de 10 septembrie a acestui an fiind rostit la rugăciune numele califului de la Bagdad. Nur ad-Din a decedat la data de 15 mai 1174, lăsând în urmă un fiu, al-Ṣāliḥ, în vârstă de  11 ani. Saladin a fost și el preocupat de asigurarea unei continuități pe linie masculină a familiei sale, la vârsta de 36 de ani având deja cinci fii, cel mai mare având 6 ani. Deși i-a jurat oficial credință lui al-Ṣāliḥ planul său era să preia puterea întregii zone pe care acesta o moștenise de la tatăl său. Pe 28 octombrie 1174 a intrat pașnic în Damasc, urmând ca în continuare să își extindă autoritatea asupra orașelor Homs, Baalbek si Hama, ajutat de comandantul Ibn al-Muqaddam. Toate aceste cuceriri le pune sub semnul jihadului. Tentativele sale de cucerire a  Siriei au fost îngreunate de implicarea Asasinilor, sub comanda lui Rashid al-Din Sinan. La cererea conducătorului Alepului acesta a organizat o serie de tentative de ucidere a lui Saladin, tentative ce au încetat odată cu ultimul atac lansat asupra asasinilor. Întrucât regele Ierusalimului era din ce în ce mai bolnav iar unirea Siriei cu Egiptul fusese deja realizată, francii au căutat să se alieze cu acesta, trimițându-l pe Renard de Châtillon drept ambasador regal la Constantinopol. În luna septembrie 1177 Raymond al III-lea de Tripoli și Filip de Flandra au încercat în zadar să cucerească Hama și Harimul. În același timp, Saladin a pornit o serie de incursiuni în Palestina în fruntea unei armate de mai mult de 20.000 de călăreți. Saladin pierde bătălia de la Mont Gisard și se întoarce la Damasc. Pe 29 august 1179 Saladin distruge castelul construit de regele Balduin și îi ucide pe toți templierii care fuseseră staționați acolo. În 1180 conducătorul Mosulului și fratele acestuia au murit, fiind urmați de al-Ṣāliḥ în 1181, facilitându-i astfel lui Saladin expansiunea teritorială. La 12 iunie 1183 Saladin intră pașnic în Alep. În 1183 și 1184 Saladin a atacat Ierusalimul prudent, mai mult din interese strategice. În anul 1187 a început să pregătească o campanie pentru invadarea Palestinei, adunând trupe din Siria, Egipt, Diyarbakir și Jazira. La 4 iulie armata francilor fusese înfrântă la Hattin, grație geniului militar și strategic al lui Saladin. Pe 2 octombrie 1187 Saladin a intrat în Ierusalim. Nu la mult timp după aceste victorii succesive, va intra în luptă împotriva lui Richard Inimă-de-Leu în contextul celei de-a treia cruciade. Pe 8 iunie 1181 monarhul englez debarcă la Acra, alăturându-i-se în luptă lui Filip August. Pe 12 iulie 1191 Acra a capitulat, urmând ca și Jaffa să cadă în mâinile cruciaților spre sfârșitul aceluiași an. Richard Inimă-de-Leu nu a reușit însă niciodată să cucerească Ierusalimul. Saladin a murit în 1193, teritoriul condus de el fragmentându-se rapid.

### Sclavia
Numele lui Saladin este menționat de Malek Chebel în contextul emancipării sclavilor din imperiul arabo-islamic, respectiv din califatul abbasid, sclavi militari proveniți în urma conflictelor din zonele limitrofe ale imperiului al căror statut s-a modificat radical odată cu înrolarea lor în armatele lui Saladin sau ale califului. Dinastia mamelucă a fost constituită dintr-o aristocrație războinică ce provenea din sclavii militari care își pierduseră distincția inițială.    
Saladin mai este amintit ca fiind cumpărătorul unei sclave vândute de un negustor musulman in 1187, sclavă pentru care nu a putut plăti decât 90 de dinari din cei 100 pe care îi pretinsese negustorul, resursele sale financiare fiind epuizate în urma campaniilor militare, așa cum spune Ali ben ʿAbdullah al- Ghuzuli.

#### Relațiile cu nonmusulmanii
În timpul cruciadelor, francii căzuți prizonieri au contribuit la construirea de fortificații, folosindu-și experiența în materie de construcții la ridicarea acestora. De asemenea, comerțul cu arme și muniție a constituit un aspect important al relației cu lumea occidentală, Saladin permițându-le negustorilor de arme europeni să rămână în porturile recucerite de el și să continue schimburile comerciale, motivând acest fapt prin utilitatea serviciilor pe care le aduceau. A fost interesat și de păstrarea prezenței negustorilor italieni în zonă, a celor ce asigurau aprovizionarea cu armament, cherestea, stofe englezești, franceze și flamande, șofran și alte bunuri.. În 1173 Saladin le-a dăruit negustorilor din Pisa o enclavă protejată în Alexandria. Medicul personal al lui Saladin a fost filosoful și astronomul evreu Musa ibn Maymun (cunoscut sub numele de Maimonides) care fiind în căutarea unui spațiu cultural mai deschis și mai înțelegător s-a mutat din Andaluzia natală la Cairo. Prezența sa la curte chiar și după moartea lui Saladin, în calitate de medic al fiului acestuia, a influențat pozitiv relațiile dintre comunitatea musulmană și elitele evreiești.

##### Educatia
Pentru a contracara expansiunea ideologică propagată de șiiții ismailiți școliți în centrele principale fatimide, teologii musulmani au creat o rețea de școli de tip madrasa, care s-a extins în tot califatul, răspândirea acestor madrasale fiindu-le atribuită lui Ṣalāḥ ad- Dīn și descendeților săi.. Aceste școli au fost încurajate de vizirul selgiukid  înaintea preluării puterii de către Saladin care a dus mai departe proiectul de dezvoltare și răspândire a acestora. În jurnalul de călătorie al lui Ibn Guybar, acesta vorbește despre un număr de peste treizeci de madrasale la Bagdad, aproximativ douăzeci la Damasc și șase la Mosul, în timp ce în Homs exista una singură.

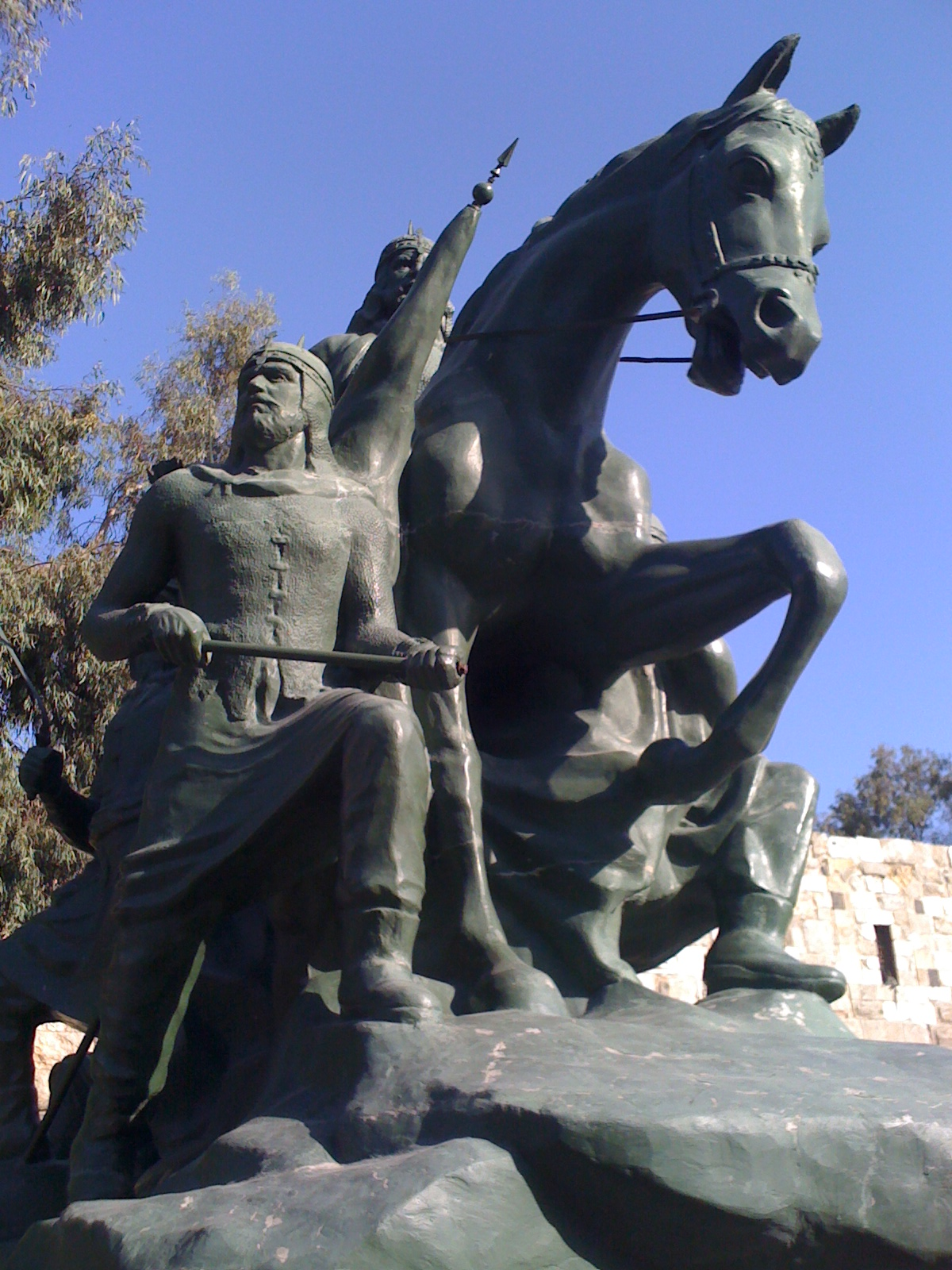
Statuia lui Saladin din Damasc

###### Dimensiunea eroică a lui Saladin
Imaginea de erou a lui Saladin nu se datorează în exclusivitate luptei sale împotriva "necredincioșilor", a cruciaților prin excelență, ci și altor realizări importante pentru lumea islamică. Printre acestea se numără stoparea expansiunii ideologice șiite, consolidarea comunității sunnite și redarea moscheii al- Aqsa din Ierusalim comunității credincioșilor în 1187, lăcaș de cult de mare importanță ridicată de ʿAbd al- Mālik și refăcută de al-Manṣūr după un cutremur. . În mentalul popular colectiv această imagine a fost întreținută și chiar asociată propriei imagini de lideri arabi din secolul XX. Gamal Abdel Nasser a sugerat asemănări între el și generalul ayyubid, în 1963 fiind realizat filmul istoric "Saladin" în Egipt. Hafez al-Asad se considera un "Saladin al secolului XX" și a construit în centrul Damascului o statuie de dimensiuni mari în cinstea eroului său preferat. Pornind de la locul nașterii comun – Tikrit, Saddam Hussein a încercat să traseze cât mai multe similitudini între eroul kurd și propria persoană, chipurile lor apărând alături pe timbrele și bancnotele vremii. Saladin apare menționat și în imaginarul și literatura europeană ca fiind cavalerul medieval prin excelență, fiind literaturizat în romanul "The Talisman" al lui Sir Walter Scott publicat în 1825. 

###### Minbar-ul lui Saladin
Minbar-u lui Saladin a fost un monument de arhitectură și design islamic de o mare importanță estetică și religioasă. A rezistat peste 800 de ani în interiorul moscheii al-Aqsa din Ierusalim. A fost împodobit de Shams ad-Din cu pietre prețioase, fiind un simbol al cuceririi și supremației islamice asupra Ierusalimului. A ars aproape în întregime într-un incendiu din 1969, fiind apoi reconstruit.